# Zygoballus sexpunctatus
Zygoballus sexpunctatus is een spinnensoort in de taxonomische indeling van de springspinnen (Salticidae).
Het dier behoort tot het geslacht Zygoballus. De wetenschappelijke naam van de soort werd voor het eerst geldig gepubliceerd in 1845 door Nicholas Marcellus Hentz.

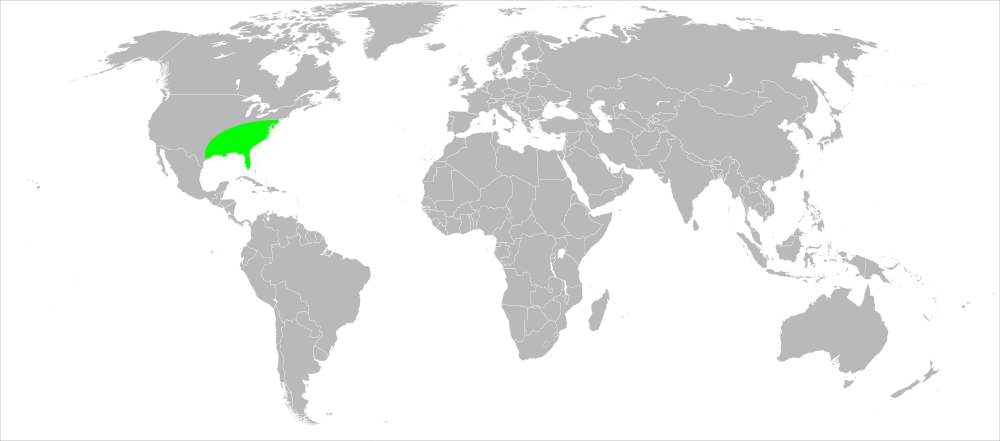
Verspreidingsgebied van Zygoballus sexpunctatus